# 土屋嘉男
土屋嘉男（1927年5月18日—2017年2月8日），日本電影演員，常扮演外星人。

## 生平
山梨縣甲府盆地東北方的大菩薩嶺之登山口的七里村（塩山町、現甲州市）出身。山梨縣立醫學專門學校畢業，在半田市中島飛機場遭遇嚴重的東南海地震中倖存。1950年成為俳優座的演員，1952年參與電影的演出，曾參演過黑澤明的《七武士》，但是在拍攝時他不慎吸入煙火造成肺部灼傷，在黑澤明家中休養，之後和黑澤明交流甚繁。
1954年《七武士》上映後離開俳優座，加入東寶公司，成為正式演員，之後也和知名特攝片導演本多豬四郎一同拍戲，多半為在特攝片中具有特異功能或者是外星人，最著名的角色是在1957《地球防衛軍》的米斯提利安統制官、1960年《氣體人第一號》的氣體人間水野、以及1965年《怪獸大戰爭》的X星人統制官。
2017年2月8日因肺癌辭世享壽89歲。

## 電影作品
- 七武士（1954年）
- 透明人間（1954年）
- 哥吉拉的逆襲（1955年）：田島隊員
- 生物的記錄（1955年）
- 蜘蛛巢城（1957年）
- 地球防衛軍（1957年）：米斯提利安統領
- 無法松的一生（1958年）
- 美女和液體人（1958年）：田口刑事
- 大怪獸巴朗（1958年）：勝本三佐
- 潛艇イ-57號不投降（1959年）
- 宇宙大戰爭（1959年）：岩村幸一
- 電送人間（1960年）
- 太平洋之嵐（1960年）
- 氣體人第一號（1960年）：氣體人・水野
- 用心棒（1960年）
- 椿三十郎（1962年）
- 天國與地獄（1963年）
- 五十萬人的遺産（1963年）
- 瑪坦戈（1963年）
- 太平洋奇蹟的作戰 金斯卡島（1965年）
- 科學怪人對地底怪獸（1965年）
- 怪獸大戰爭（1965年）：X星人統制官
- 佐佐木小次郎（1967年）
- 日本最長的一日（1967年）
- 怪獸島決戰 哥吉拉之子（1967年）：古川
- 100發100中 黃金之眼（1968年）
- 怪獸總進擊（1968年）：大谷博士
- 聯合艦隊司令長官 山本五十六（1968年）
- 風林火山（1969年）
- 日本海大海戰（1969年）
- 傑索拉·加尼美·卡美巴 決戰！南海大怪獸（1970年）：宮恭一博士
- 新座頭市 笠間的血祭（1973年）
- 帝都大戰（1989年）
- 哥吉拉vs王者基多拉（1991年）：新堂靖明

## 外部連結
- オフィスぶんか （页面存档备份，存于）